# René-Nicolas de Maupeou
René-Nicolas-Charles-Augustin de Maupeou (25. února 1714 Montpellier – 29. července 1792 Thuit) byl francouzský politik, hlavní ministr (de facto premiér) v letech 1770–1774 a kancléř Francie (v zásadě ministr spravedlnosti) v letech 1768–1790. Nejvíce se proslavil svou snahou zničit systém provinčních odvolacích soudů (parlements), které byly důležitými regionálními centry moci (rozhodovaly mj. o daních pro šlechtice, respektive často spíše o jejich osvobození od daní), a na něž král neměl dostatečný vliv, neboť funkce v nich byly dědičné (noblesse de robe). Měl v tom podporu Ludvíka XV. (a také filozofa Voltaira) a svrhl moc odvolacích soudů násilím za pomoci mušketýrů. Avšak když král v roce 1774 zemřel, byly parlementy Ludvíkem XVI. obnoveny a Maupeou ztratil vliv. Komentoval to slovy "Vyhrál jsem pro krále případ, který trval tři sta let. Rozhodl se jej znovu prohrát. V čemž je on mistrem." Po roce 1774 žil v ústraní, ačkoli formálně stále zastával úřad kancléře. Jeho odstranění od moci hodnotí historici různě. Na jedné straně tím král oddálil nespokojenost a obavy, že despocie Borbonů nezná hranic, na druhé tím ztratil možnost zachránit monarchii ekonomicky, neboť prosazení daňové reformy a zrušení daňových privilegií a výjimek byly hlavním smyslem Maupeouových kroků.